# صحيفة فرانكفورتر العامة

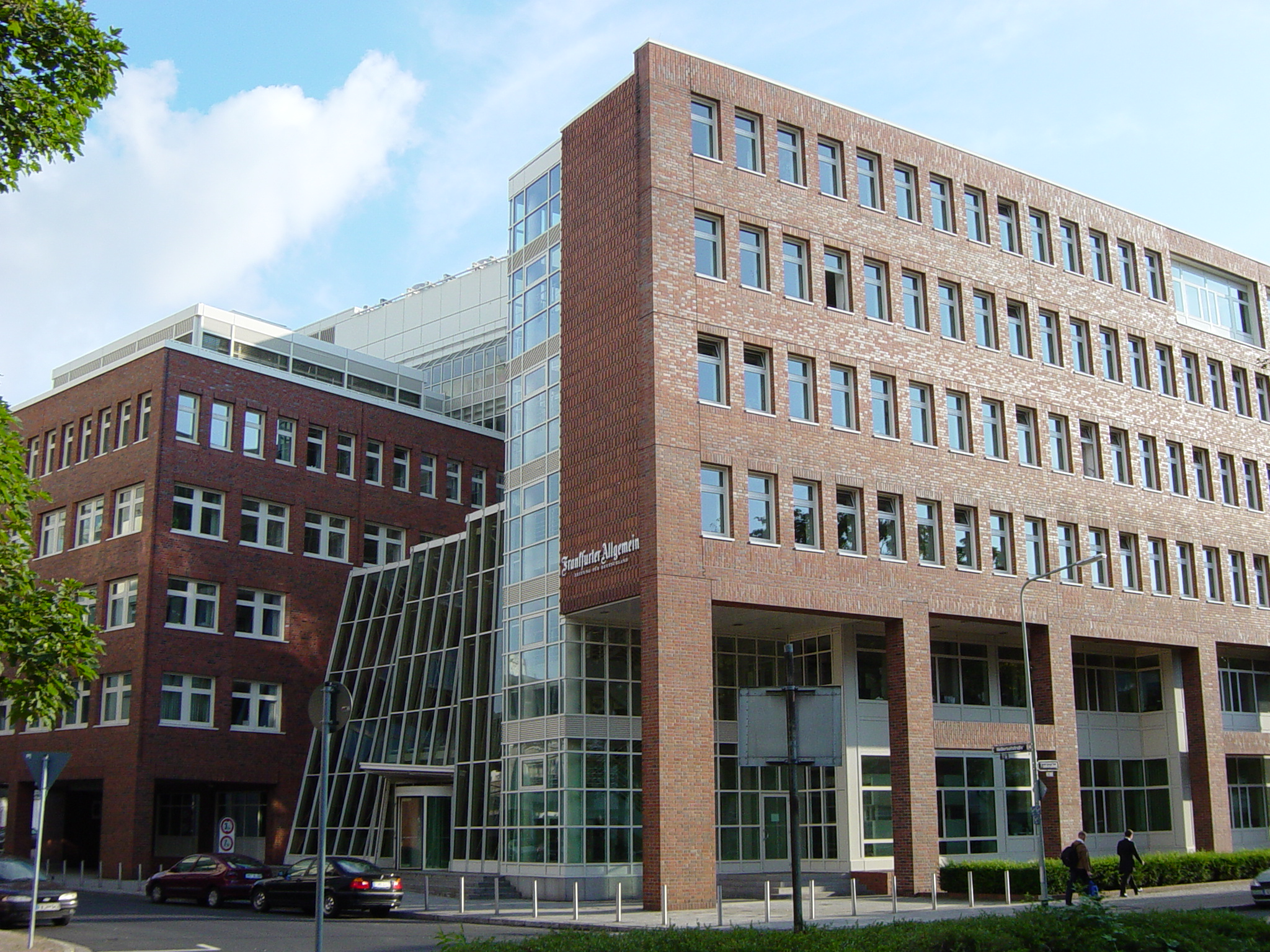
مبنى التحرير في فرانكفورت

صحيفة فرانكفورت العامة (بالألمانية:Frankfurter Allgemeine Zeitung) هي صحيفة يومية ألمانية جهوية، صدر العدد الأول في 1 نوفمبر 1949 .